# 天堂回信
《天堂回信》，是1992年中国上映的一部电影，由王君正聯執導，賀國甫编剧，石晨、李丁等主演的剧情向電影。影片主要讲述孙子和退休爷爷以及父母发生的故事。

## 電影內容
因为母亲工作忙，所以孙子最初和爷爷生活在一起。而在一起生活中，爷爷告诉孙子，一封信放到风筝，并让风筝飞到空中，那么死者就会受到信。
在这之后，孙子的父母来了，并用全新的方式教育孙子。爷爷因为害怕打扰孩子，于是决定回到老家。但是孙子却并不愿意这样做，并且还曾打算一个人去爷爷家去找爷爷。
又过了一段时间，在爷爷过生日的时候，孙子和其朋友把信放到风筝上，并让风筝飞到空中，但是，他们却不知道，爷爷已经去世了……

## 演员表
- 李丁 饰演 爷爷
- 石晨 饰演 晨晨
- 肖雄 饰演 媽媽
- 劉舒 饰演 琳琳
- 馬曉晴 饰演 售貨員
- 劉仲元 饰演 孤老頭
- 趙子嶽 饰演 周夢蘭

## 职员表
- 製作人：遲乃亮、張建軍
- 導演：王君正
- 副導演（助理）：成捷
- 編劇：賀國甫
- 攝影：顏軍生、劉平（副攝影）
- 配樂：張千一
- 剪輯：劉芳
- 道具：崔燕
- 美術設計：邵瑞剛、楊萬、楊志文（副美術）
- 造型設計：劉秋香、於曉婷
- 服裝設計：陳繼東
- 燈光：李博
- 錄音：王大文、梁笳棟（副錄音）
- 佈景師：田仲合（置景）
- 責任編輯：方毅
- 擬音：劉萬富
- 指揮：張千一
- 演奏：北京愛樂樂團

## 所获奖项
- 1993年：
  - 在第43屆柏林國際電影節中，该作品获得國際青少年兒童影視中心獎。
  - 第五屆中國電影童牛獎中，该作获得優秀故事片奖、童雞獎-最佳故事片、王君正凭借该作获得優秀導演奖、李丁凭借该作获得優秀成人演員奖。
  - 第13屆中國電影金雞獎中，李丁凭借该作获得最佳男配角提名。
  - 第十屆芝加哥兒童電影節中，该作获得兒童故事片獎。[3]
  - 第七屆荷蘭兒童電影節中，该作获得最佳影片大獎。
  - 第25屆伊斯法罕兒童電電影節中，王君正凭借该作获得最佳導演金蝴蝶獎。
  - 在第一屆“生力杯”中，该作获得人道主義精神優秀影片獎中。
  - “永樂杯”上海影評人獎中，该作在“1992十佳影片”获奖
  - 在1992《當代電影》評選國產十佳影片中，该作获奖。
- 1994年
  - 加拿大第12屆裏黑斯基國際電影節中，李丁凭借该作获得最佳男主角奖。

## 備註
1. ↑  马力. . 2013年.
2. ↑  . 1994年.
3. ↑  . 1993年.

## 外部連結
- 豆瓣电影上《天堂回信》的資料 （简体中文）
- 互联网电影数据库（IMDb）上《天堂回信》的资料（英文）